# Juca do Guaraná
Lídio Barbosa, conhecido como, Juca do Guaraná (Cuiabá, 9 de abril de 1978) é um empresário e político brasileiro, filiado ao Movimento Democrático Brasileiro (MDB).

## Política
Filho do político, Juca do Guaraná (Pai), alcunha que também ficou conhecido, iniciou na política filiado ao Partido Trabalhista do Brasil (PTdoB), foi eleito vereador de Cuiabá, após receber 2.796 votos.
Foi acionado pelo Ministério Público Eleitoral (MPE), em acusação de compra de votos, na Escola Gastão Muller, situada no bairro Pedra 90. Juca foi absolvido pela juíza da 1ª Zona Eleitoral, Gleide Bispo Santos, que classificou como improcedente a acusação de compra votos levantada pelo MPE.
Em 2014, ensaiou uma candidatura ao Senado, mas alegou o agravamento do quadro de saúde de seu pai como condicionante para desistir da candidatura. Após a desistência de Juca, o partido não referendou outra candidatura na disputa.
No pleito de 2016, foi reeleito a vereança de Cuiabá, após receber 3.845 votos. Com a mudança de nome do PTdoB para Avante, Juca foi candidato a deputado estadual pela sigla. Nessa disputa à nível estadual, conquistou 15.924 votos, mas não foi eleito. Em abril de 2020, deixou o Avante e filiou-se ao Movimento Democrático Brasileiro (MDB), partido do então prefeito de Cuiabá, Emanuel Pinheiro.
No mês de junho de 2020, em meio à Pandemia de COVID-19 em Mato Grosso, Juca foi intubado em uma Unidade de terapia intensiva (UTI), após complicações oriundas da COVID-19. Juca recuperou-se após realizar exercícios de fortalecimento pulmonar e deixou o hospital. Filiado ao MDB, conquistou seu terceiro mandato como vereador na capital mato-grossense.
Nas eleições de 2022, foi eleito deputado estadual do Mato Grosso.

### Desempenho eleitoral
| Ano  | Cargo                            | Político | Votos  | Resultado  | Ref.   |
| ---- | -------------------------------- | -------- | ------ | ---------- | ------ |
| 2012 | Vereador de Cuiabá               | PTdoB    | 2.796  | Eleito     | [ 3 ]  |
| 2016 | Vereador de Cuiabá               | PTdoB    | 3.845  | Eleito     | [ 11 ] |
| 2018 | Deputado estadual de Mato Grosso | Avante   | 15.924 | Não eleito | [ 20 ] |
| 2020 | Vereador de Cuiabá               | MDB      | 2.021  | Eleito     | [ 21 ] |
| 2022 | Deputado estadual de Mato Grosso | MDB      | 20.723 | Eleito     | [ 22 ] |